# Zone humide de Petit Loango
La zone humide de Petit Loango est une zone humide protégée du Gabon, faisant partie des zones humides d'importance internationale de la convention de Ramsar depuis 1986. Elle est située dans le sud-ouest du Gabon, dans un bassin sédimentaire côtier, la plaine côtière gabonaise, entre les départements d’Etimboué et de Ndougou dans la province de l’Ogooué-Maritime. Sa superficie est de 4 800 km2 et comprend la réserve de faune du Petit Loango (500 km2), le domaine de chasse d’Iguéla (1 800 km2), et le domaine de chasse de Ngové-Ndogo (2 500 km2).

## Poissons
Le site abrite une grande variété de poissons.

## Reptiles
Il constitue un site de ponte pour des tortues marines.

## Oiseaux
455 espèces d'oiseaux ont été recensées sur le site, principalement des espèces forestières.
Parmi les oiseaux d'eau, se reproduisent des Sternes naines, caugeks, royales et hansels. Le Goéland brun fréquente aussi cette zone humide.

## Mammifères
Diverses espèces sont connues dont l'éléphant de forêt (Loxodonta africana).